# Asianopis gorochovi
Espèce
Asianopis gorochovi est une espèce d'araignées aranéomorphes de la famille des Deinopidae.

## Distribution
Cette espèce est endémique de Sumatra en Indonésie. Elle se rencontre vers Bukit Lawang.

## Description
Le mâle holotype mesure 16,9 mm

## Systématique et taxinomie
Cette espèce a été décrite par Fomichev et Omelko en 2023.

## Étymologie
Cette espèce est nommée en l'honneur d'Andej V. Gorochov.

## Publication originale
- Fomichev & Omelko, 2023 : « Discovery of the ogre-faced spiders (Aranei: Deinopidae) in Sumatra (Indonesia), with description of a new species. » Acta Biologica Sibirica, vol. 9, p. 361-368.